# فرودگاه بین‌المللی مکتان-کبو
فرودگاه بین‌المللی مکتان-کبو (به انگلیسی: Mactan-Cebu International Airport) (به زبان بومی: Paliparang Pandaigdig ng Mactan-Cebu) یک فرودگاه همگانی مسافربری با کد یاتا CEB است که یک باند فرود بتن و آسفالت دارد و طول باند آن ۳۳۰۰ متر است. این فرودگاه در شهر سبو کشور فیلیپین قرار دارد و در ارتفاع ۲۳ متری از سطح دریا واقع شده‌است.

## شرکت‌های هواپیمایی و مقصدهای پروازی
The existing terminal houses both domestic and international operations and has an annual capacity of 4.5 million passengers.
| شرکت‌های هواپیمایی                      | مقصدهای پروازی |
| -------------------------------------- | --- |
| Air Juan                               | بانتایان، بیلیران، پانان-آوان، Sipalay, Siquijor، تاگبیلاران |
| AirSWIFT                               | ال نیدو |
| Air Busan                              | گیمهی |
| ایر چاینا                              | هانگجو ژیاشان |
| آسیانا ایرلاینز                        | اینچئون |
| کاتای پاسیفیک                          | هنگ کنگ |
| سبو پسیفیک                             | گدفریدو پی راموس، کلارک، فرانسیسکو بنگویی، ژنرال سانتوس، هنگ کنگ، ایلوئیلو، کالیبو، نینوی آکوئینو، پورتو پرینسسا، اینچئون، چانگی سنگاپور، تائویوان تایوان، ناریتا، زامبونگا |
| سبو پسیفیک اجرا توسط Cebgo             | باکولود-سیلای، بانکسی، فرانسیسکو بی. ریز، لاگویندینگان، کالبایوگ، کامیگوئین، گدفریدو پی راموس، آوانگ، دیپولوگ، سیبولان، ایلوئیلو، لگازپای، مواسه ر. اسپینوزا، اورموک، لابو، پاگادیان، رخس، سیک، سوریگائو، دنیل ز. روموالدز، تانداگ |
| هواپیمایی شرقی چین                     | چنگدو شوانگلیو، بایون گوآنگجو، شانگهای پودنگ |
| هواپیمایی امارات                       | دوبی1 |
| اوا ایر                                | تائویوان تایوان |
| ججو ایر                                | اینچئون |
| Jin Air                                | گیمهی، اینچئون |
| جونیائو ایرلاینز                       | شانگهای پودنگ (آغاز از ۳۱ اکتبر ۲۰۱۷) |
| کورین ایر                              | اینچئون |
| Lucky Air                              | کونمینگ چانگشوی |
| فیلیپین ایرلاینز                       | چنگدو شوانگلیو (پایان در ۲۵ اوت ۲۰۱۷), کلارک (پایان در ۱۴ دسامبر ۲۰۱۷), فرانسیسکو بنگویی، کالیبو، نینوی آکوئینو، چوبو سنترایر، کانزای، اینچئون، چانگی سنگاپور، ناریتا |
| فیلیپین ایرلاینز اجرا توسط PAL Express | باکولود-سیلای، فرانسیسکو بی. ریز، بانکسی، گدفریدو پی راموس، لاگویندینگان، کامیگوئین (آغاز از ۱ دسامبر ۲۰۱۷), چنگدو شوانگلیو (آغاز از ۲۶ اوت ۲۰۱۷), کلارک (آغاز از ۱۵ دسامبر ۲۰۱۷), فرانسیسکو بنگویی، ژنرال سانتوس، ایلوئیلو، لگازپای (آغاز از ۱ دسامبر ۲۰۱۷), نینوی آکوئینو، لابو (آغاز از ۱ دسامبر ۲۰۱۷), پورتو پرینسسا، سیک (آغاز از ۱ نوامبر ۲۰۱۷), سوریگائو، دنیل ز. روموالدز، تاگبیلاران |
| ایراژیا فیلیپینز                       | فرانسیسکو بنگویی، کالیبو، کوالالامپور، نینوی آکوئینو، پورتو پرینسسا، اینچئون، چانگی سنگاپور، تائویوان تایوان |
| Scoot                                  | چانگی سنگاپور |
| سیچوان ایرلاینز                        | چنگچینگ ییانگبی |
| سیلک‌ایر                                | چانگی سنگاپور2 |
| اسکای‌جت                                | چارتر: کتارمان نشنل، تاگیگارائو |
| تی وی ایرلاینز                         | دئگو |
| Vanilla Air                            | ناریتا |
| ژیامن ایرلاینز                         | فوژو چنگل، زیامن گائوچی |

^ : هواپیمایی امارات flights continue on to کلارک. However, the airline does not have eighth freedom traffic rights to transport passengers solely from Cebu to Clark.

^ : This flight makes an intermediate stop between Cebu and the listed destination. However, it has no rights to transport passengers solely between Cebu and the intermediate stop.